# Cratere Denise
Denise  è un cratere sulla superficie di Venere.